# 揚げ焼き

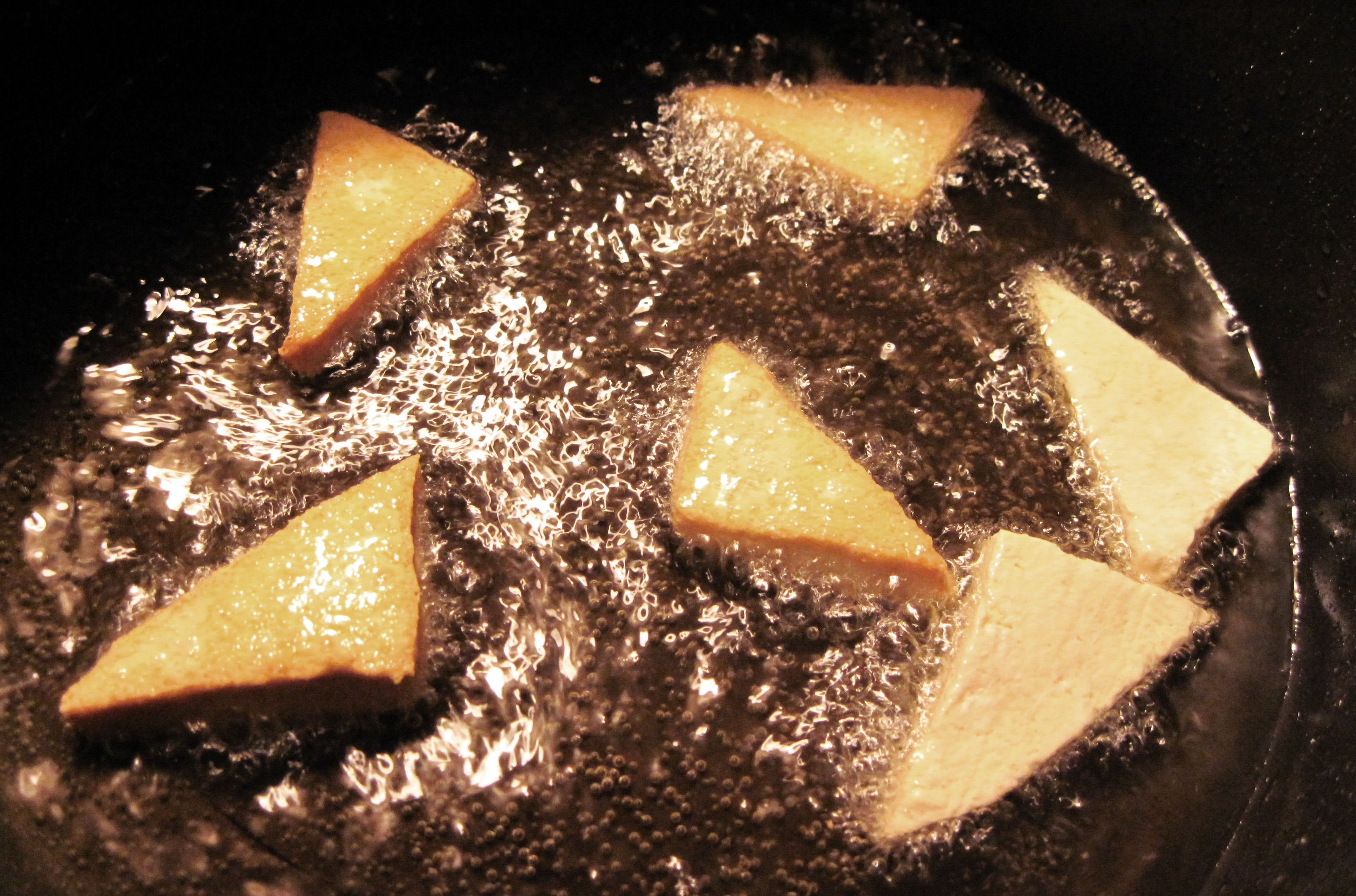
三角に切った豆腐を米ぬか油で揚げ焼きにしている様子

揚げ焼き（あげやき）は食材がある程度浸かるくらいの油の深さで揚げる調理技術である。一般的には、一人前の大きさに切った肉や魚、そしてメンチカツなどのパティを調理するのに用いられる。野菜を調理する際にも揚げ焼きを用いることがある。揚げ焼きにする食材には、衣をつけることが多い。
揚げ焼きは高温加熱調理の一種であり、食品の褐変、場合によってはメイラード反応を促進する。食材は一部しか油に浸らないため、調理の途中で食材をひっくり返す必要がある。出来上がりの「表」側を先に調理することが推奨されるが、これは先に揚げ焼きにする側に、より良い焼き色がつくためである。

## 比較
通常の揚げ物よりも扱う油が少量で済むため、手軽に調理ができる。深い油で揚げるほうが衣の風味は増すが、少人数分でも効率よく揚げ物のおいしさが味わえる点で揚げ焼きは有用である。